# 흡혈귀들
흡혈귀들(The Vampires, Les Vampires)은 프랑스에서 제작된 루이 푀이야드 감독의 1915년 액션, 모험, 범죄, 드라마, 판타지, 미스터리, 스릴러, 전쟁 영화이다. 무시도라 등이 주연으로 출연하였다.

## 출연

### 주연
- 무시도라
- 에두아르 마테
- 마르셀 레베스크
- 장 에메
- 페르낭 에르망
- 스타시아 나피에르코프스카

### 조연
- 에드먼드 브레온
- 자크 페데
- 루이 로바
- 프레데릭 모리스
- 레네 포옌
- 델핀느 르노
- Thales